# 芋川親正
芋川 親正（いもかわ ちかまさ）は、戦国時代から江戸時代初期にかけての武将。甲斐武田氏、上杉氏の家臣。正親とも伝わる。

## 生涯

### 武田家臣
天文8年（1539年）、芋川正章の長男として誕生。芋川氏は信濃国飯綱の国人領主で、父・正章は武田信玄の信濃侵攻で降伏し武田家臣となっている。
芋川氏の領する若宮城は武田氏と上杉氏の領土境界付近にある拠点であり、永禄12年（1569年）には信玄から親正に「雪が消えれば越後勢を攻めるのでそれまで境を守っていて欲しい」という内容の書状が来るなど対上杉の防衛線の拠点として機能していた事が窺える。
天正6年（1578年）、武田勝頼と上杉景勝との間で甲越同盟が結ばれた事でひとまず上杉の脅威は去っていたが、天正10年（1582年）2月に織田信長の嫡男・信忠を総大将とする甲州征伐が敢行され、勝頼が自害に追い込まれると信忠配下の森長可に北信濃4郡が知行として割り振られ、芋川氏を取り巻く環境は急変した。

### 芋川一揆
天正10年（1582年）4月になると森長可が海津城に入城。禁制の発布や降伏した北信濃国人の所領安堵の沙汰などを行うが親正は長可の許には参陣しなかった。そこで長可は上杉討伐の為に兵を出すよう要請する書状を親正に送り去就を明らかにするよう求めた。
ここに至って親正は森長可に従わず上杉氏に与す事を決め、同年4月5日に領内の一向宗門徒、反織田を掲げる信濃国人を煽動して8000の兵を集め廃城となっていた大倉城の遺構に改修を加え蜂起。長沼城主・島津忠直らと連携して森長可に反抗した。まず一揆勢は直ちに守備の手薄な稲葉貞通の守る飯山城を包囲したが長可の対応は早く稲葉重通ら稲葉一門を派遣、さらには上野国北部に布陣していた織田信忠にも連絡し、団忠正が送られ一揆勢は飯山城の守備兵と増援の兵の挟撃を受けたためにひとまず大倉城に引き返した。
4月7日、一揆勢は防衛力の低い大倉城から長沼城を目指して移動を開始。しかしながら、援軍とは別動していた森長可によって既に長沼城は攻略されており、一揆勢は長沼口で長可軍3000の奇襲攻撃を受け1250人余りが打ち捨てられ、そのまま殺到する長可の兵に大倉城も責め立てられ陥落。女子供も構わず虐殺し、更に敗残兵を執拗に追撃した森長可軍のとった首は2450に及んだ。一揆はこの1日で壊滅的打撃を受け瓦解し、親正も執拗な森長可の一揆狩りの為に越後の上杉氏を頼って落ち延びた。

### 上杉家臣
上杉景勝を頼って落ち延びた芋川親正は信濃との国境付近の守備隊に名を連ねるが、天正10年5月に始まった森長可の越後侵攻軍に上杉軍の備えは突破され春日山城にほど近い二本木まで侵攻を許す。
天正10年6月に本能寺の変が起こると森長可は陣を畳み越後から撤退を始める。ここで上杉軍は北信濃の国人を焚き付け一揆を起こさせて森長可の撤退を妨害を試みるが、長可が人質を大量に取っていた為に攻勢に出られず信濃からの撤退を許す。この時、人質は森長可によって皆殺しにされた。（天正壬午の乱参照）
ただ、森長可は取り逃がしたものの上杉軍は空白地帯となった北信濃に侵攻し勢力を回復。親正は牧之島城4486石を与えられ、領地から程近い徳川家康の臣下となった小笠原貞慶の動きに備えた。天正12年（1584年）、上杉領に貞慶が攻め入り麻績城付近で戦闘になった時に奮戦し小笠原勢を撃破。島津義忠と共にその功を称された。
慶長3年（1598年）、上杉氏の会津移封に従って信濃国を離れ、白河小峰城6000石の領主となるが、関ヶ原の戦いの直前に大森城主・栗田国時が徳川氏方への内通で処刑されると大森城へと配置換えとなっている。
慶長13年（1608年）に死去。享年70。養子・芋川元親（弟・親守の子、甥にあたる）が親正の所領を継ぎ、後から生まれた実子・芋川綱親は芋川元親の旧領を継いだ。
また、武田遺臣で徳川家に仕えた小笠原正興（内蔵助）の養子・小笠原正直の実父は上杉弾正大弼家臣芋川越前某となっており、芋川親正の実子か。